# Tomas Brolin

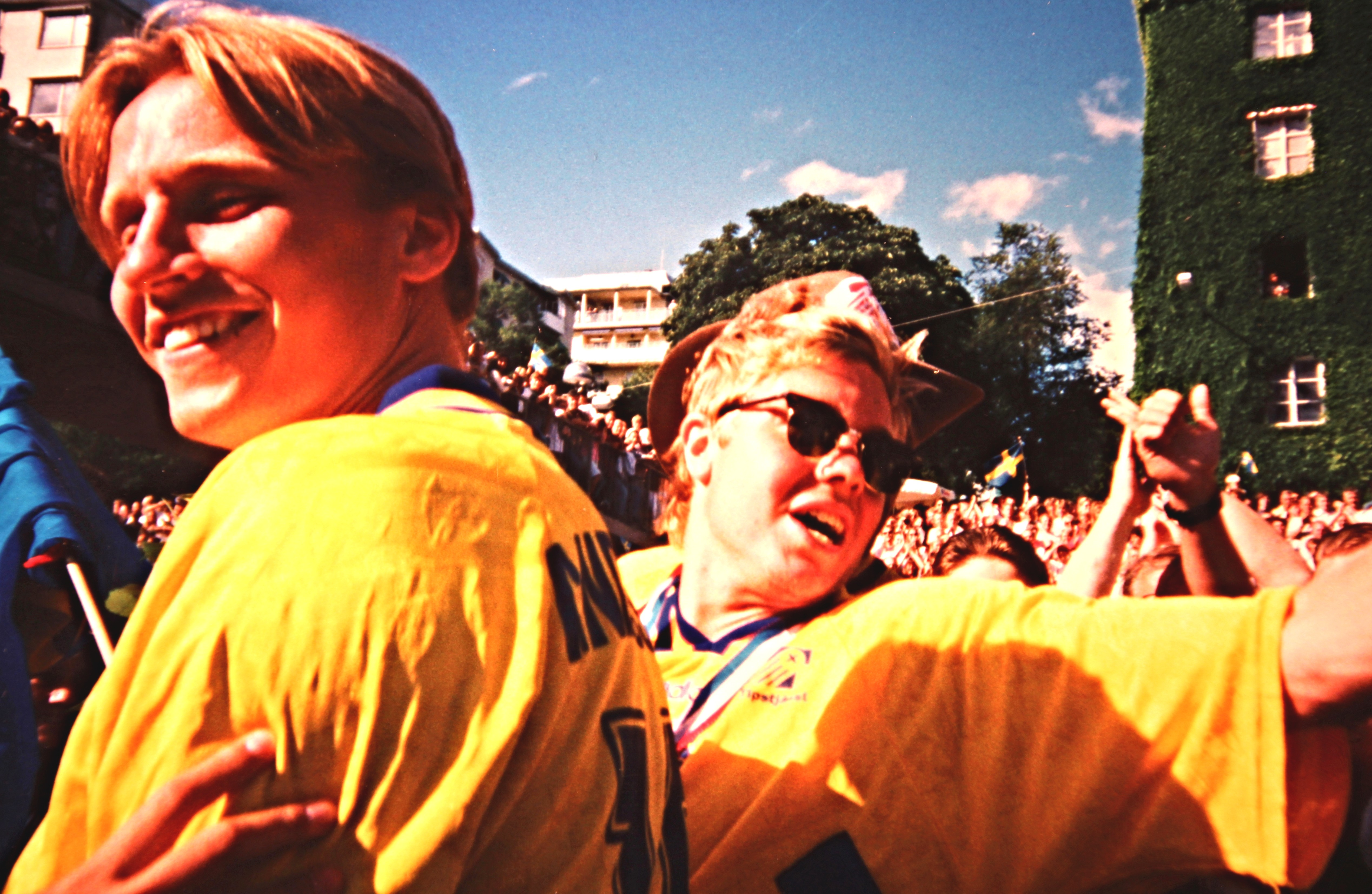
Kennet Andersson y Brolin durante el recibimiento a Suecia en Estocolmo, tras el tercer lugar obtenido en USA 94.

Per Tomas Brolin (Hudiksvall, 29 de noviembre de 1969) es un exfutbolista sueco que se desempeñó como delantero y destacó por una gran visión de juego, técnica y personalidad. Fue internacional con Suecia de 1990 a 1995.

## Carrera

### Parma
A nivel de clubes destacó su paso por el Parma italiano en donde marcó 20 goles en 133 partidos de liga, entre 1990 y 1995, ganando la Copa italiana y la Recopa. Formó parte de la mejor etapa del Parma en su historia. Compartió vestuario con Taffarel, Zola, Asprilla o Dino Baggio. Consiguió una Copa de Italia, una Recopa, una UEFA y una Supercopa Europea con el equipo parmesano, que un año antes de fichar a Brolin no había jugado jamás en primera división.

### Leeds United
Más tarde jugó también en la Premier League inglesa, en el Leeds sin que su nivel volviera a ser como en su paso por el club parmesano, donde formó una delantera para recordar junto al colombiano Faustino Asprilla. En Inglaterra las continuas lesiones y su poco compromiso para cuidar su peso (una constante en su carrera), fueron un dolor de cabeza para él y para su técnico, luego jugó en el Crystal Palace con poco éxito y terminó su aventura inglesa.

### Retiro
Se retiró en las filas del Hudiksvalls de su país en 1999 relativamente joven a los 30 años de edad. Su último partido lo jugó de portero atajando un penal.
| Club            | País       | Año       |
| --------------- | ---------- | --------- |
| Näsvikens IK    | Suecia     | 1984-1986 |
| GIF Sundsvall   | Suecia     | 1987-1989 |
| IFK Norrköping  | Suecia     | 1990      |
| Parma           | Italia     | 1990-1995 |
| Leeds United    | Inglaterra | 1995      |
| Zürich          | Suiza      | 1996      |
| Parma           | Italia     | 1997      |
| Leeds United    | Inglaterra | 1997      |
| Crystal Palace  | Inglaterra | 1998      |
| Hudiksvalls ABK | Suecia     | 1998      |

## Selección nacional

### Participaciones en Copas del Mundo
Disputó con su selección los mundiales de Italia 1990, anotándole un gol a Brasil en la derrota 1-2 en fase de grupos donde Suecia fue eliminada y luego brillo en gran forma en Estados Unidos 1994, marcando tres goles, siendo el líder y conductor del equipo, logrando el tercer lugar del certamen. 
Formó en Estados Unidos 1994 la columna vertebral de la selección sueca que llegó a semifinales: Thomas Ravelli, Roland Nilsson, Patrik Andersson, Joachim Björklund, Roger Ljung, Stefan Schwarz, Jonas Thern, Klas Ingesson, Martin Dahlin, Henrik Larsson y Kennet Andersson, y fue elegido en el Equipo Ideal del torneo. Su gol más famoso fue en este Mundial, en cuartos de final ante Rumanía, gracias a una jugada de estrategia que protagonizó junto al ex valencianista Schwarz.
| Mundial                        | Sede           | Resultado    | PJ | Goles |
| Copa Mundial de Fútbol de 1990 | Italia         | Primera fase | 3  | 1     |
| Copa Mundial de Fútbol de 1994 | Estados Unidos | Tercer lugar | 7  | 3     |

## Estilo de juego
Es reconocido como un futbolista dinámico, enérgico, creativo y técnicamente dotado, considerado un jugador de clase mundial en su mejor momento, que era conocido por sus excelentes habilidades de regate, así como por su habilidad de pase y poderosos tiros a la portería. Un jugador versátil que fue letal como segundo delantero, pero que era alineado como un mediocampista ofensivo; debido a su capacidad para proporcionar asistencia a sus compañeros de equipo y la formación popular de su época: el clásico 10; pero que también fue utilizado como delantero extremo y mediocampista central.
Su talento, el ritmo de trabajo e inteligencia táctica lo hicieron de los mejores jugadores de los años 1990, pero su carrera se vio afectada por varias lesiones y esto lo obligó a retirarse anticipadamente.

## Palmarés
| Título         | Club     | País   | Año       |
| -------------- | -------- | ------ | --------- |
| Copa de Italia | AC Parma | Italia | 1991-1992 |

### Copas internacionales
| Título              | Club     | Sede    | Año     |
| ------------------- | -------- | ------- | ------- |
| Recopa de Europa    | AC Parma | Londres | 1992-93 |
| Supercopa de Europa | AC Parma | Milán   | 1993    |
| Copa de la UEFA     | AC Parma | Milán   | 1994-95 |

## Vida personal
En 2024 participó en el concurso de televisión de TV4 Masked Singer, bajo la máscara de Muñeco de Nieve.